# Thomas Pletzinger
Né en 1975 à Münster, Thomas Pletzinger est un écrivain et traducteur allemand.

## Biographie
Thomas Pletzinger a étudié la philologie américaine à Hambourg à l'institut allemand de la littérature de Leipzig. Il a travaillé dans des maisons d'édition  et des agences promouvant la littérature à Hambourg et à New York. Thomas Pletzinger était professeur hôte à l'institut suisse de littérature, à l'université de Hildesheim et à la résidence artistique de Witten-Herdecke. Aujourd'hui il vit à Berlin.

## Œuvre

### Romans
- La sépulture d'un chien (Bestattung eines Hundes), roman, Cologne, Kiepenheuer & Witsch, 2008   (ISBN 978-3-462-03968-9).

### Essais
- Gentlemen, nous sommes au bord du gouffre : une saison au sein du basket ball professionnel (Gentlemen, wir leben am Abgrund: Eine Saison im deutschen Profi-Basketball), Cologne, Kiepenheuer & Witsch, 2011  (ISBN 978-3-462-04369-3).

### Articles
- « Capoeira mit Heckler & Koch und sind nicht Heringe Kaltwasserfische? », Bella triste, no 12,‎ 2005.
- « Die ersten Toten », sprachgebunden,‎ 2006.
- « Bruck », Eisfischen,‎ 2007.
- « Fiedler fröhlicher Wandersmann,  Fiedler Schweineschlächter », Zornesrot,‎ 2007.
- « The Bull in the China Shop und Justus Jonas schleicht voran », sprachgebunden,‎ 2007.
- Unbekannter Künstler, Shitty Paradise City, 2001 (75x45, Öl auf Leinwand). In: Lichtungen. Graz, 2007.
- « Wer genau ist Daniel Mandelkern? », Edit,‎ 2007.
- « Körper und Papier – vom Ringen mit einem unfertigen Buch », Bella triste-numéro= 18,‎ 2008.
- « The King of No », dans Signale aus der Bleecker Street 3. Junge Literatur aus New York, Göttingen, Wallstein, 2008 (ISBN 978-3835303416).
- « Empfang in der Hölle », Frankfurter Allgemeine Zeitung,‎ 11 juin 2011.

## Distinctions
- 2005 : 
  - bourse d'études de l'International Writing Program par l'université de l'Iowa.
  - lauréat du concours de littérature Prosanova.
- 2006 : 
  - prix de littérature Mitteldeutschen Rundfunk.
  - bourse d'études de la fondation pour la culture de l'État libre de Saxe à Breslau.
- 2007 : prix de la culture de la fondation pour la culture de la Caisse d'épargne du Rheinland (prix de promotion)
- 2010 : prix de promotion du Westphalie du nord pour les jeunes artistes.
- 2018 : prix de bande dessinée (scénario) de la fondation Berthold Leibinger pour Blåvand (avec Tim Dinter (de), dessin).